# GT8
Duewag GT8 (нем. Düwag GT8) — немецкий односторонний восьмиосный сочленённый высокопольный трамвайный вагон, производства компании Düsseldorfer Waggonfabrik (DUEWAG).

## История

### История производства
В середине 1950-х годов в Германии сильно увеличился пассажиропоток. Ввиду этого правительство Дюссельдорфа приняло решение о необходимости закупки трамваев особо большой вместимости. В качестве разработчика и производителя таких трамваев была выбрана местная компания Düsseldorfer Waggonfabrik, позже получившая название Duewag. Результатом её трудов стали двусочленённые GT8 и односочленённые GT6, впервые представленные в 1957 году.
Производством этих вагонов занялся сам Duewag. Но скоро его производственных мощностей стало сильно не хватать. Тогда производство было налажено и на заводах компании Rastatt. GT8 параллельно производился на заводах этих компаний до 1969 года. В этом году Duewag прекратил производство GT8, а права на него и все его модификации были переданы компании DWM, которая через несколько лет продала права берлинскому Waggon Union. WU выпускал эти вагоны без модернизаций до 1977 года, а после небольшой модернизации GT8 не сходил с конвейера WU до 1980 года под индексом GT8-60.
В 1971—1972, 1981—1982 и в 1990—1991 Duewag возобновлял у себя производство GT8, проведя его модернизацию. Вагоны изготавливались по заказу компании Freiburger Verkehrs AG, основного перевозчика Фрайбурга, за что и получили название «GT8 Тип Фрайбург» (нем. Freiburg Typ).

### GT8 в Германии
Долгое время трамваи эксплуатировались в таких немецких городах как Мангейм, Карлсруэ, Дюссельдорф и других. Многие карлсруэвские и дюссельдорфские трамваи были переоборудованы из GT6 путём врезания средней части. Также в одном из вагонов Карлсруэ (№ 211) всё электрооборудование было заменено на более современное, производства компании Siemens.
В последнее время GT8 начали активно заменяться на более современные низкопольные аналоги. Старые трамваи уничтожаются, но многие из них дарятся в города ближнего или дальнего зарубежья (например в Лодзь (Польша), Хельсинки (Финляндия) и др.), несколько вагонов были оставлены в музеях местных трамвайных парков. Последние GT8 должны покинуть немецкие улицы уже в 2010 году.

### GT8 в Польше

#### GT8 в Познани
Ввиду огромного повышения спроса в 1998—2003 годах основной перевозчик Познани (MPK) принял решение о необходимости закупки трамваев GT8 из Германии. На начало 2010 года в Познани находится 40 вагонов такого типа: 29 были перевезены из Дюссельдорфа, а ещё 11 из Франкфурта. GT8 в основном используются на маршрутах 2, 7, 8, 9, 11 и на ночном маршруте 21. Несмотря на старость вагонов поломки в них случаются крайне редко. GT8 были высоко оценены пассажирами, которые стали называть их «Сильными Хельмутами».

#### GT8 в Лодзи
В 2006 году компания Międzygminna Komunikacja Tramwajowa приобрела для Лодзи первые несколько GT8, недавно списанных во Фрайбурге. В связи со строительством региональных трамвайных линий в Лодзи трамваям пришлось бездвижно простоять некоторое время в депо. На конец 2009 года в эксплуатации остаются следующие вагоны пришедшие в 2006 году:
- № 203 — с июня 2006;
- № 204 — с октября 2006;
- № 201 — с ноября 2006;
- № 202 — с ноября 2006.

В 2007 году в Лодзь было доставлено ещё несколько вагонов GT8, только на этот раз это были полунизкопольные GT8N из Мангейма. Из-за того что эти вагоны имели две круглые фары и изначально были выкрашены в зелёный цвет в народе их прозвали лягушками. Все GT8N были размещены в депо Helenówek, но в связи со строительство региональных линий в Лодзи этим трамваям также пришлось некоторое время простоять без движения. На конец 2009 года в эксплуатации остаются следующие вагоны пришедшие в 2007 году:
- № 515 — с 19 апреля 2007;
- № 506 — с 27 апреля 2007;
- № 513 — с 28 июля 2007;
- № 511 — с 5 августа 2007;
- № 509 — с сентября 2007;
- № 514 — с 11 октября 2007.

Все вагоны были направлены на маршрут № 46 длиной в 34 километра.

### Duewag GT8D в Минске
В 2002 году специалистами «Минскгорэлектротранса» и транспортным предприятием г. Карлсруэ были достигнуты договорённости о безвозмездной передаче нескольких вагонов из Карлсруэ в Минск. Изначально планировалась передача 100 трамваев, но впоследствии белорусская сторона решила отказаться от 90 трамваев получив в своё распоряжение только 10 штук. Недополученные GT8D были заменены на трамваи собственного производства АКСМ-60102 и АКСМ-743. Полученные Минском вагоны:
- № 178 (произведён в 1969, списан в декабре 2007);
- № 179 (произведён в 1969, списан в ноябре 2009);
- № 180 (произведён в 1969, в ноябре 2009 сделан музейно-экскурсионным);
- № 181 (произведён в 1969, списан в мае 2008);
- № 183 (произведён в 1969, списан в июне 2008);
- № 185 (произведён в 1969, списан в августе 2009);
- № 186 (произведён в 1969, списан в ноябре 2009);
- № 187 (произведён в 1969, списан в декабре 2008);
- № 190 (произведён в 1970, списан в ноябре 2009);
- № 192 (произведён в 1970, списан в ноябре 2008).

Простои полученных вагонов в парке из-за необходимости переделки тележек под Минскую колею удалось минимизировать из-за того, что тележки для первого вагона пришли несколько раньше самого вагона, что позволило их подготовить к установке ещё до прибытия вагона. Тележки же пришедшие вместе с вагоном подготавливались к установке на следующий также до его прибытия. Последний вагон прибыл в Минск без тележек.
В 2009 году все минские трамваи Duewag были выведены из эксплуатации, и были заменены трамваями белорусского производства АКСМ-60102 и БКМ-84300М. Но один GT8D (№ 180) был оставлен в качестве музейного вагона минского трамвайного парка. Вагон поддерживается в рабочем состоянии, и при желании его можно заказать для празднования торжеств или экскурсии по трамвайным линиям города. Например, 4 июня 2023 года он ездил по заказному маршруту известных минских блогеров-транспортников Alex Green, Макс путешественник и INKITS TRANSPORT • Транспорт Беларуси с 11.00 до 15.40 по всему Минску.

## Описание конструкции

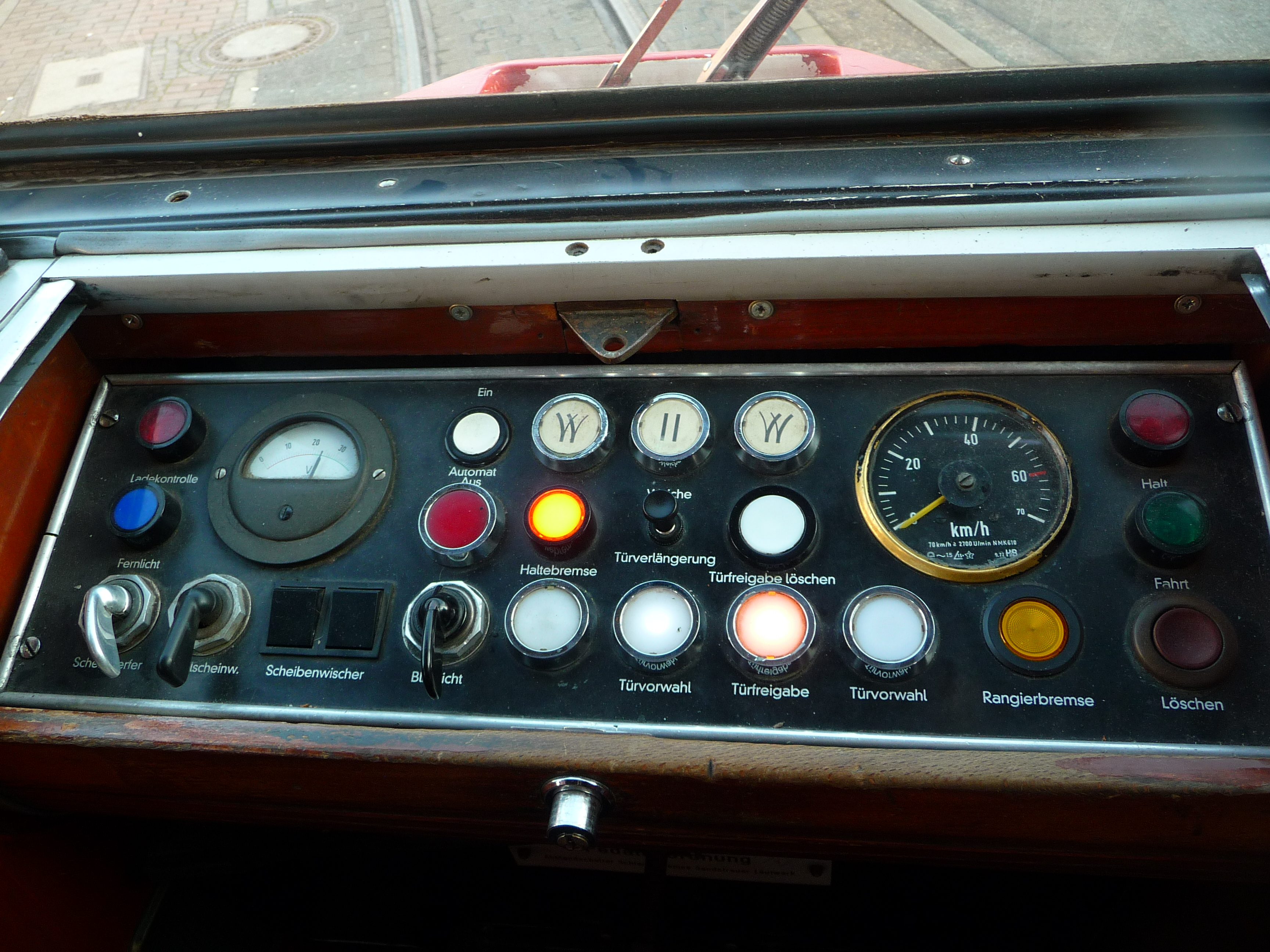
Штурвальный пюпитр вагона GТ8

### Корпус
GT8 является односторонним моторным, восьмиосным вагоном длиной в 26 метров имеющим два узла сочленения. Вагон состоит из трёх секций и имеет от четырёх до восьми дверей и одну-две больших круглых фар в зависимости от модификации. Корпус представляет собой стальную конструкцию, скреплённую при помощи сварки. В стандартной заводской окраске вагон выкрашен в следующие цвета: крыша — зелёная, корпус — жёлтый, с красной полоской в центре, нижняя часть — красная, а узел сочленения полностью жёлтый.

### Тележки

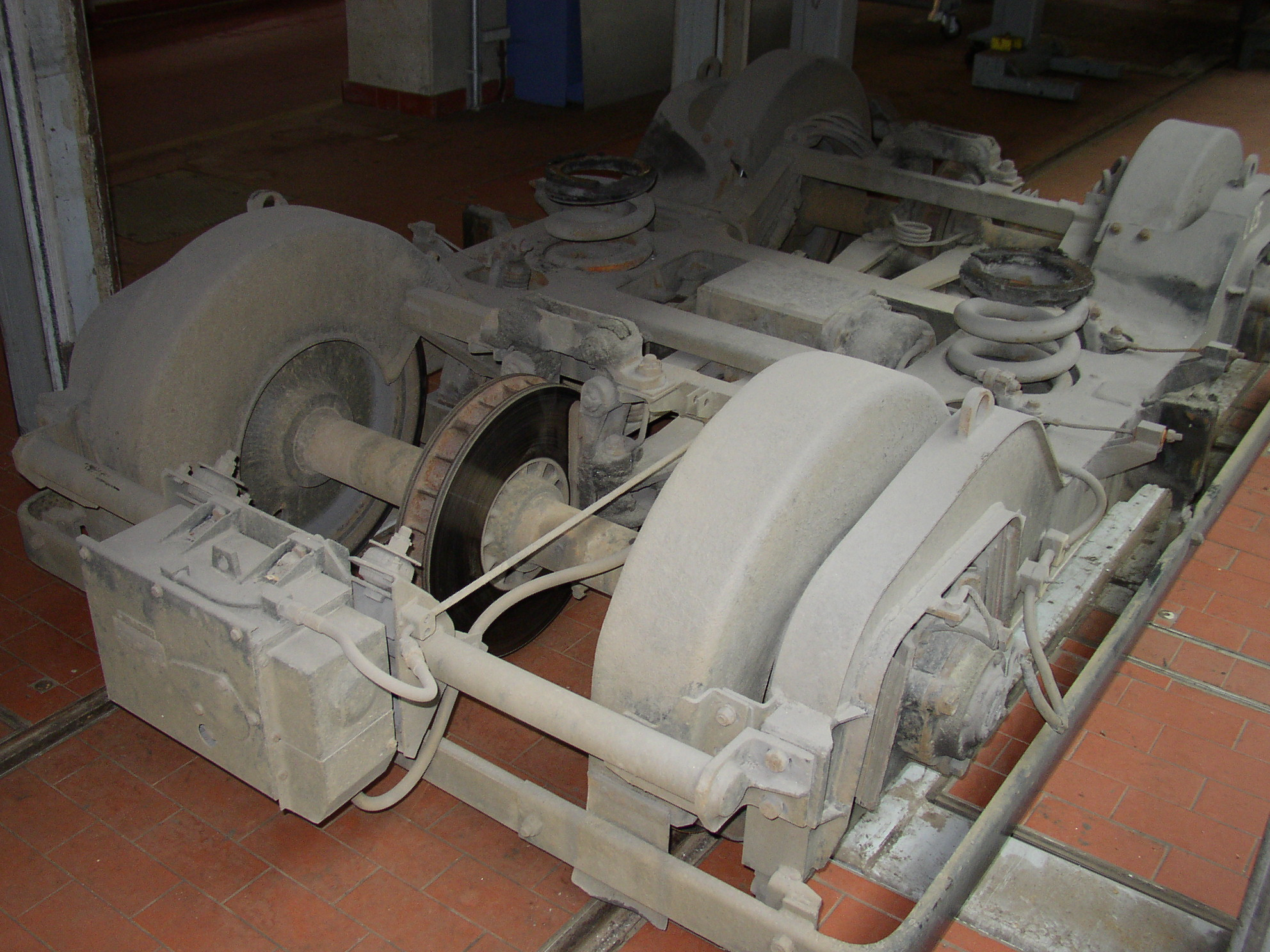
Тележка устанавливаемая на GT8

На GT8 установлены две классические двухосные тележки и две тележки Якобса, которые расположены в межсекционных сочленениях состава. Тележки Якобса являются ведущими, крайние в экипаже тележки — поддерживающими.

### Двигатели и система управления
GT8 имеет два тяговых двигателя постоянного тока, каждый мощность по 120кВт (при номинальном напряжении в 750В) и непосредственной системой управления произведённой компанией BBC.

### Салон

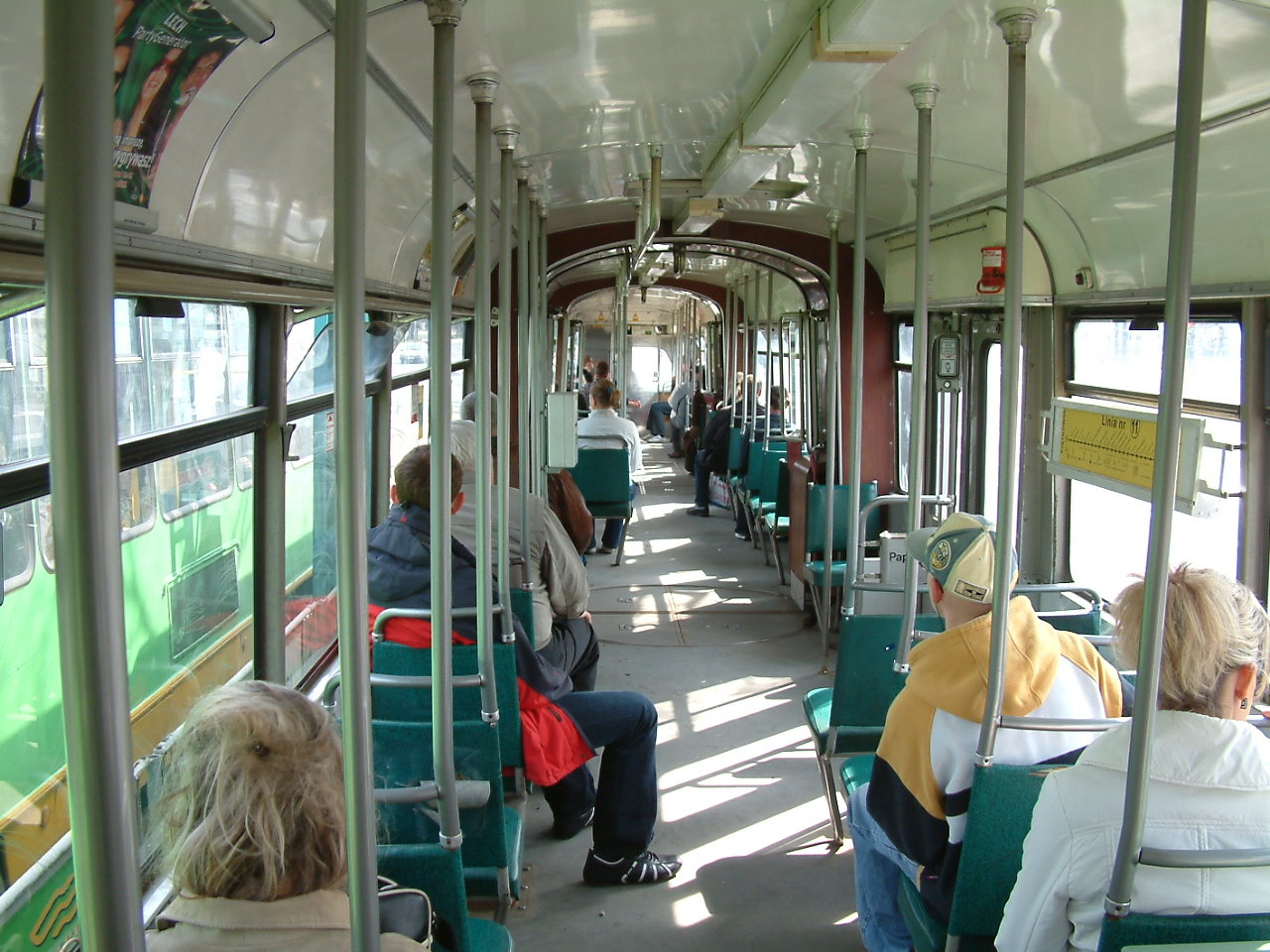
Салон одной из модификаций GТ8

Изнутри стенки и потолок салона обшивались отделочной лакированной фанерой. Пол в вагоне покрывался резиной, для доступа к ряду узлов и агрегатов в нём было сделано несколько люков. В салоне находится 69 сидений. Они жёсткие, ортопедического типа, двурядные по левому борту вагона и однорядные по правому. Освещение производится при помощи люминесцентных ламп, расположенных непрерывно по центру крыши вдоль всего салона. Изначально кабина водителя не была отгорожена от салона, но в вагонах эксплуатируемых за пределами Германии такие перегородки пришлось устанавливать дополнительно.
Также в немецких вагонах около каждой двери было установлено по четыре валидатора. В 2000-х годах в Германии на GT8 начали устанавливать компьютеризированную систему продажи/контроля билетов, которая находится около передней двери.
Выкрашен салон в белый (сверху) и зелёный (снизу) цвет.

### Тормозные системы
У GT8 присутствует три системы тормозов: электродинамический реостатный тормоз, тормоз с пружинным аккумулятором и электромагнитный рельсовый тормоз.

## Модификации

### Фрайбургский тип

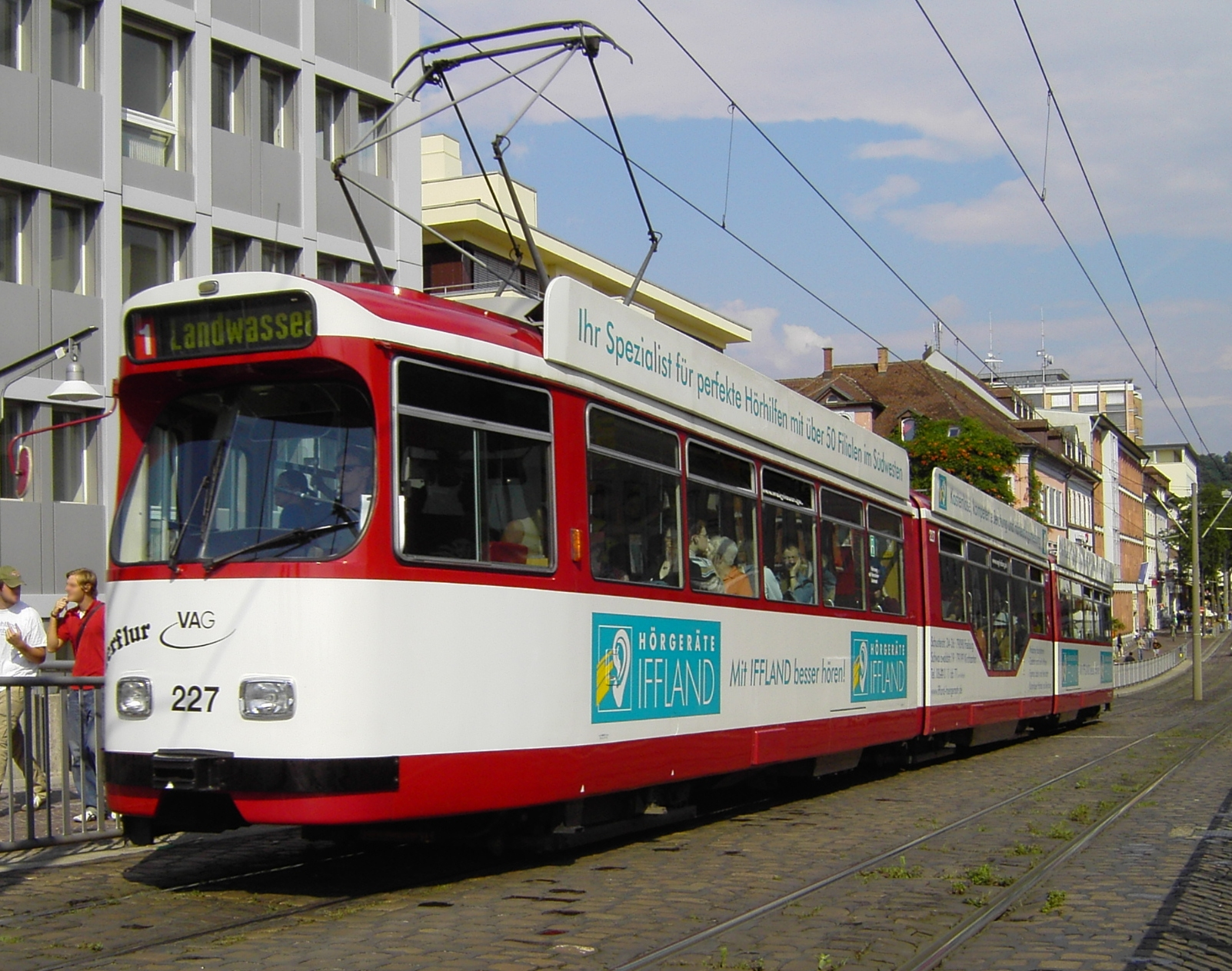
GT8D Фрайбургского типа во Фрайбурге

#### Описание вагона
Структура некоторых линий Фрайбурга не позволяла работать на них обычным GT8 из-за того что тележки Якобса не могли работать на некоторых особо кривых поворотах. Это потребовало заказов собственных версий GT8.
Основным техническим отличием трамваев фрайбургского типа является использование в них вместо тележек Якобса обычных тележек. Тележки размещались так: одна под первой секцией вагона, две под второй и одна под третьей. Также эти вагоны были длиннее обычных GT8: вместо 26000 мм их длина составляла 32845 мм. Несколько лет именно вагоны GT8 Фрайбургского типа являлись самыми длинными на планете.

#### Первая серия (1971—1972)

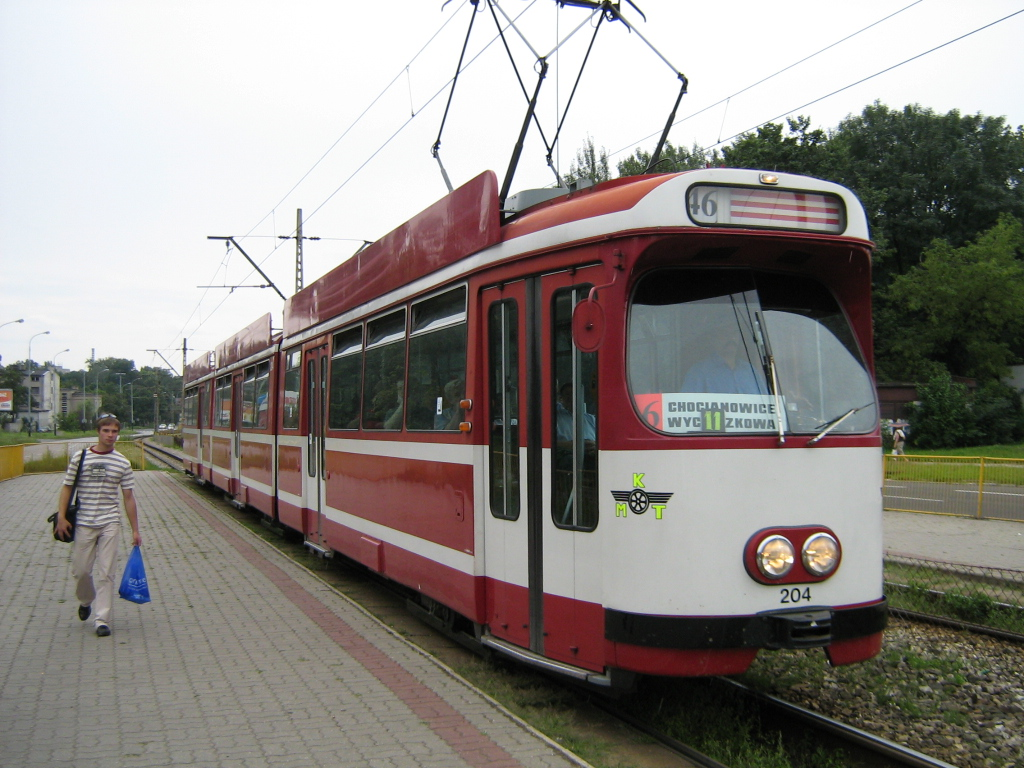
GT8D Фрайбургского типа в Лодзи

В 1971 году Freiburger Verkehrs AG (FVAG) приобрёл у компании Duewag четыре вагона такого типа с номерами от 201 до 204-го.
В этих вагонах было установлено специальное место для кондуктора. Изначально вагоны имели кремовый цвет, но в середине 1980-х они были перекрашены в красно белые цвета.
В 2001 году эксплуатация этих вагонов во Фрайбурге была приостановлена. При помощи посредника, в 2006 году все эти трамваи были проданы в Лодзь.

#### Вторая серия (1981—1982)

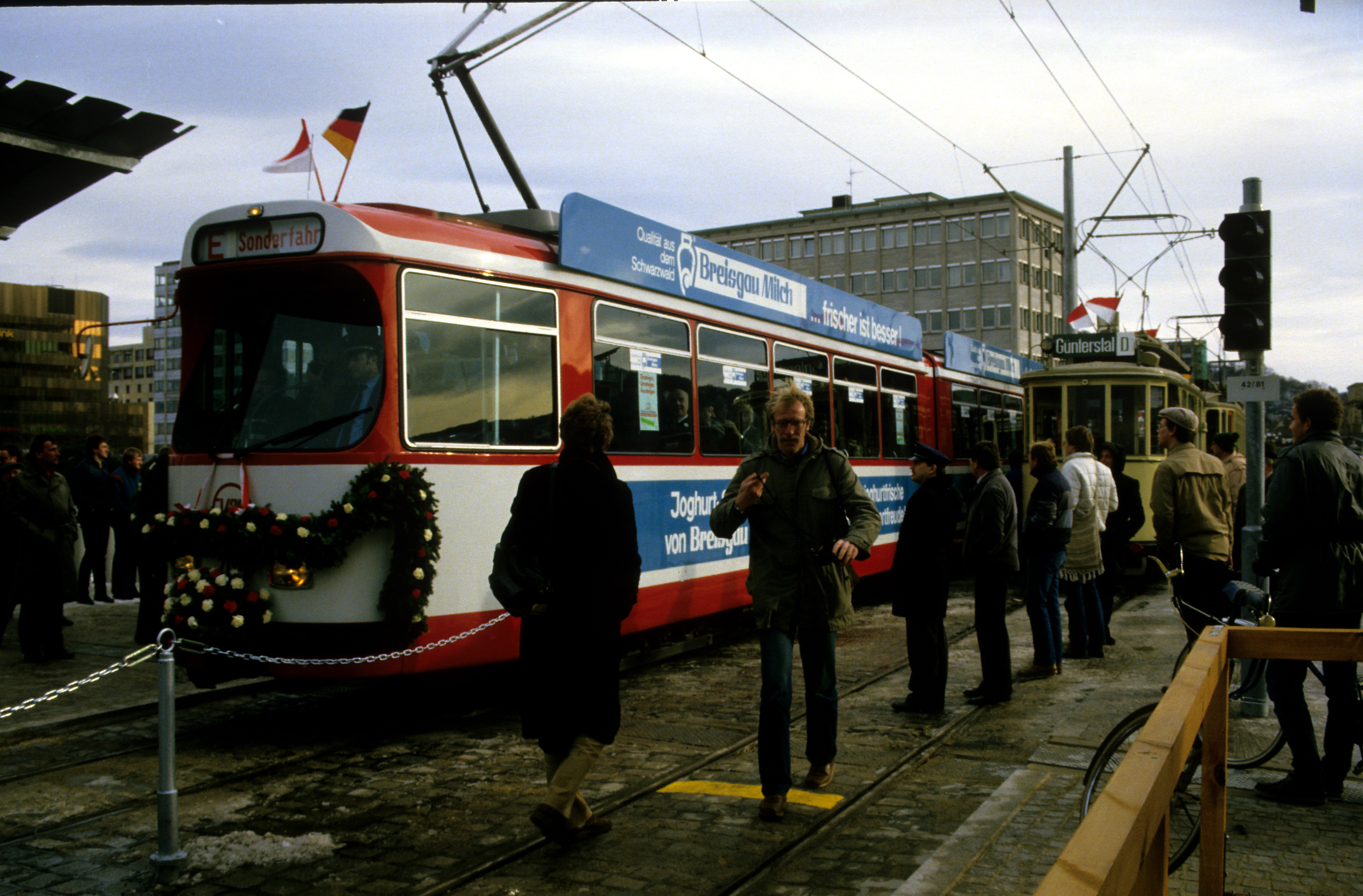
GT8D Фрайбургского типа на открытии железнодорожного моста во Фрайбурге

После хорошего опыта эксплуатации первых четырёх GT8 фрайбургского типа и принятия решения о продлении линии в конце 1970-х FVAG решил заказать ещё несколько таких трамваев. Они были введены в эксплуатацию в 1981—1982 годах и получили номера от 205 до 214. Эти вагоны были уже на заводе покрашены в новые красно-белые цвета. Также во второй серии было решено окончательно отказаться от места для кондуктора.
Вагоны из второй серии были на 12 сантиметров шире, чем их предшественники. Это позволило сделать салон более широким, но потребовало переложить рельсы в некоторых местах (например, у ворот Шваба).
Эксплуатация вагонов № 205—209 была приостановлена в 2004 году. № 205 находится в трамвайном парке и поддерживается в рабочем состоянии, № 206 сейчас выставлен на продажу, № 207 уничтожен, № 208—209 были переданы в Ульм. Оставшиеся вагоны № 210—214 до сих пор эксплуатируются в часы пик и во время проведения матчей футбольного клуба Фрайбург.

#### Третья серия (1990—1991)
В 1990—1991-х годах FVAG заказал себе ещё одиннадцать вагонов. На этот раз это были вагоны типа GT8N, то есть с низкой средней частью. В остальном это та же самая вторая серия.
Вагонам были присвоены номера 221—231. В 2001 году на них были установлены матричные дисплеи. Сейчас все вагоны третьей серии работают на маршрутах № 1, № 3 и № 5.

### Хайдельбергский тип
Хайдельбергские вагоны имеют более тупой нос, чем остальные модификации, другую форму фар и дополнительную дверь в среднем блоке.

### OEG

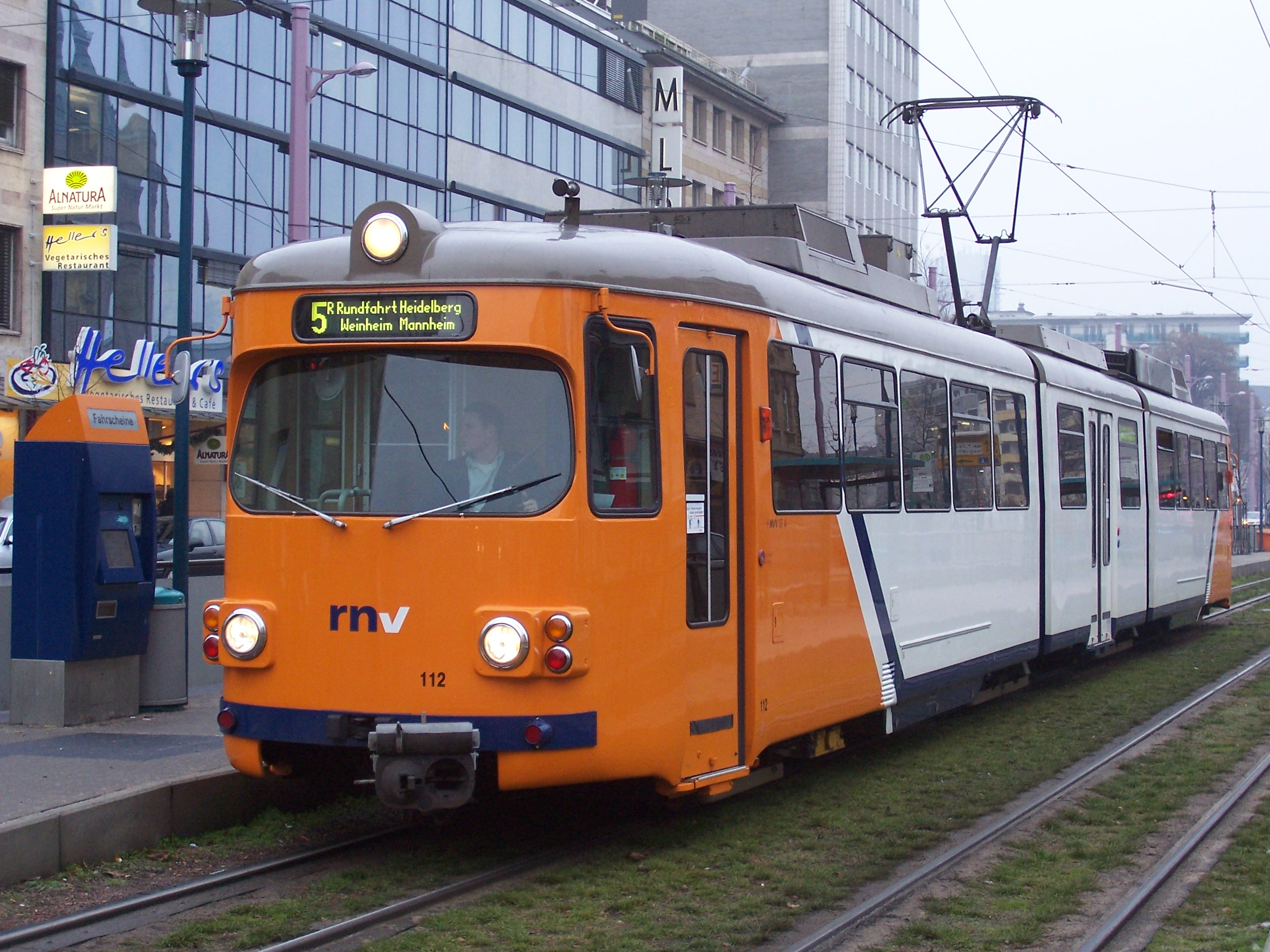
Трамвай используемый на линиях OEG

Двусторонняя модификация GT8. Имеет по три двери с каждой стороны и две кабины. До сих пор эксплуатируются в междугородних трамвайных сетях OEG.

### GT8N

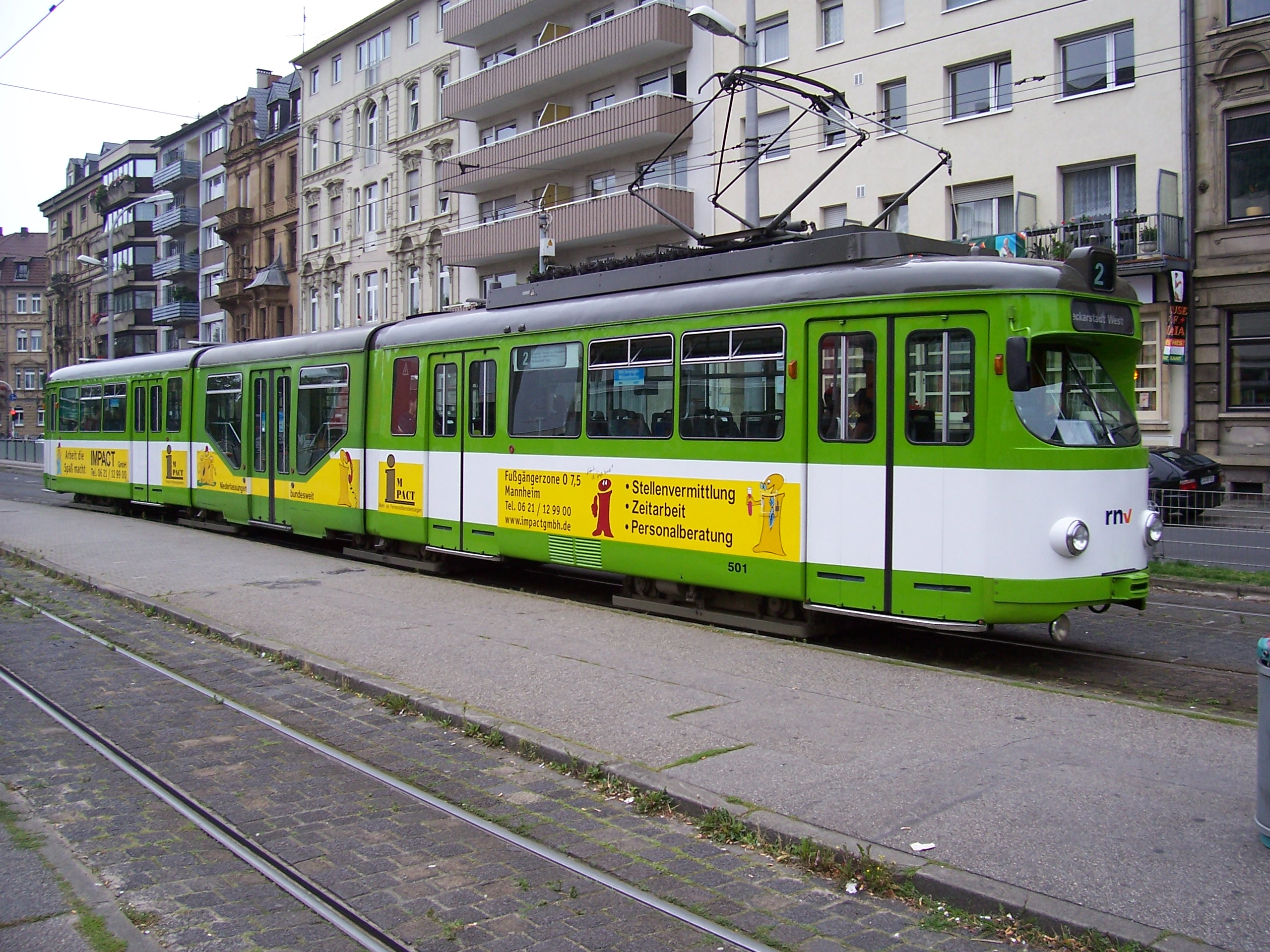
Трамвай GT8N в Мангейме

В некоторых городах (например в Мангейме) старые GT8 были модернизированы в GT8N. Модификация заключалась в следующем: из вагона изымалась стандартная средняя часть вместо которой устанавливалась современная низкопольная. Такие модернизации позволили сильно продлить жизнь таким трамваям. В некоторых городах ( Мангейм,  Лодзь и др.) такие модификации используются до сих пор.

### GT8S

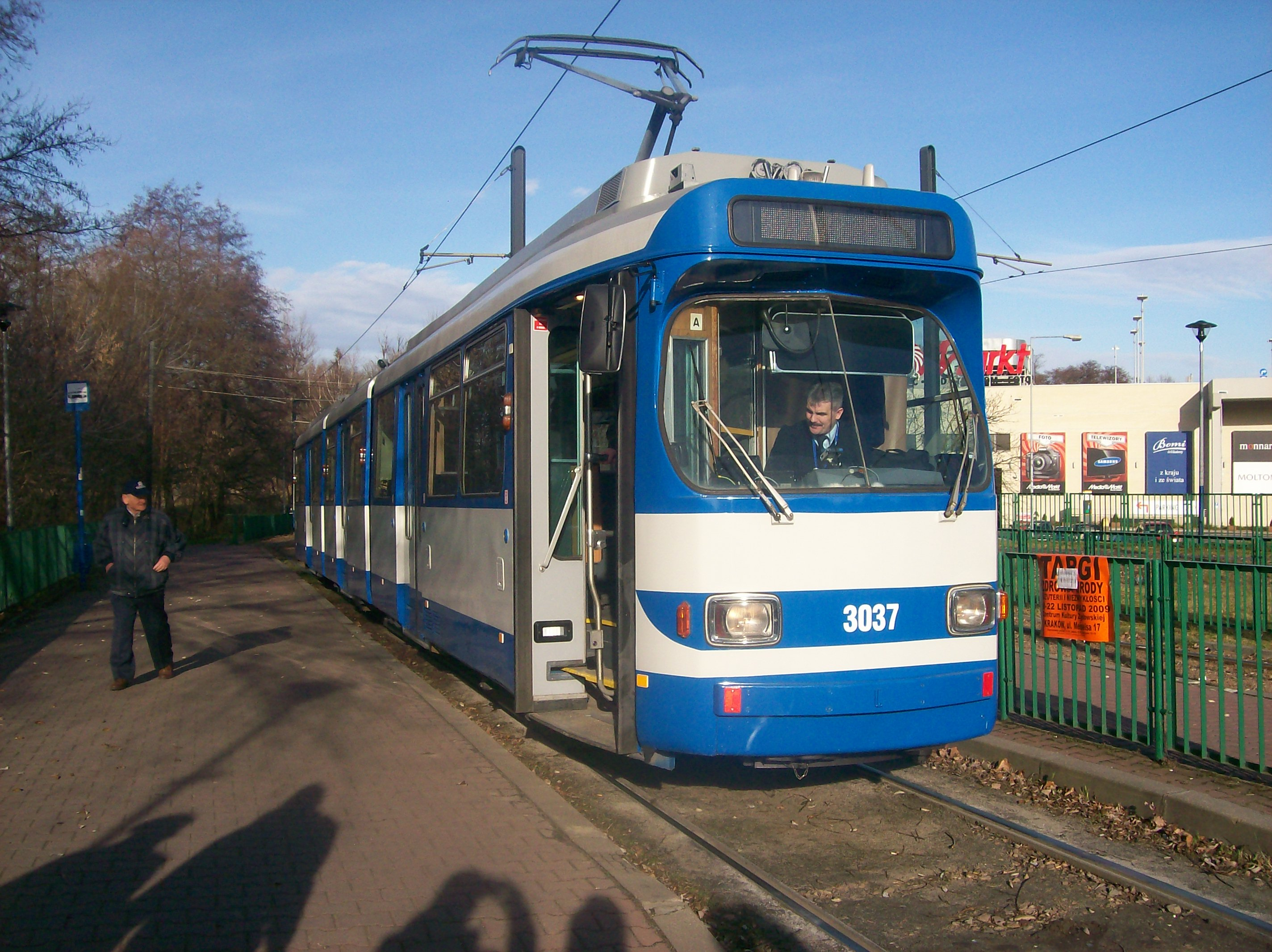
GT8S (U) в Кракове

GT8S производились в 1973—1975 годах для линий города Дюссельдорф. В общей сложности было произведено 69 вагонов. От оригинального GT8 GT8S отличается другими фарами, новым полупантографом и другой компоновкой дверей: с одной стороны располагается 3-4 двери, а с другой только три. В сентябре 2009 года один вагон был приобретён для использования в городе Краков. В ближайшее время планируется передача ещё 27 вагонов. Одна модель останется в Дюссельдорфе в качестве музейного экспоната.

### GT8SU
В связи со строительством U-Bahn в Дюссельдорфе, было принято решение переоборудовать 40 GT8S для того, чтобы они могли обслуживать линии с высокими платформами. Модернизация заключалась в монтаже специальных порогов, что позволило лишить пассажиров неудобств при посадке и высадке в такие вагоны. До нашего времени в Дюссельдорфе сохранилось 34 таких вагона, все они используются на линии U75, но в любой момент они могут быть переброшены на любой городской маршрут.

### GT8Z (DMNZ)
Во Фрайбурге есть несколько трамвайных линий не имеющих разворотных колец. Закупленные для этих линий в период с 1962 по 1968 год GT4 технически «не шли в ногу со временем», и уже не могли справляться со всё возрастающим пассажирским потоком.
Таким образом в 1993 и 1994 году было принято решение о закупке 26 специально разработанных двусторонних GT8 Фрайбургского типа, получивших индекс GT8DMNZ. Новые вагоны получили номера от 241 до 266. У всех этих вагонов был салон с повышенным уровнем комфортности.
Вскоре FVAG отказался от приобретения таких вагонов из-за их слишком высокой стоимости. С 1999 по 2006 год, вместо GT8 было решено закупать новые трамваи Siemens Corbino.

### GT8ZR

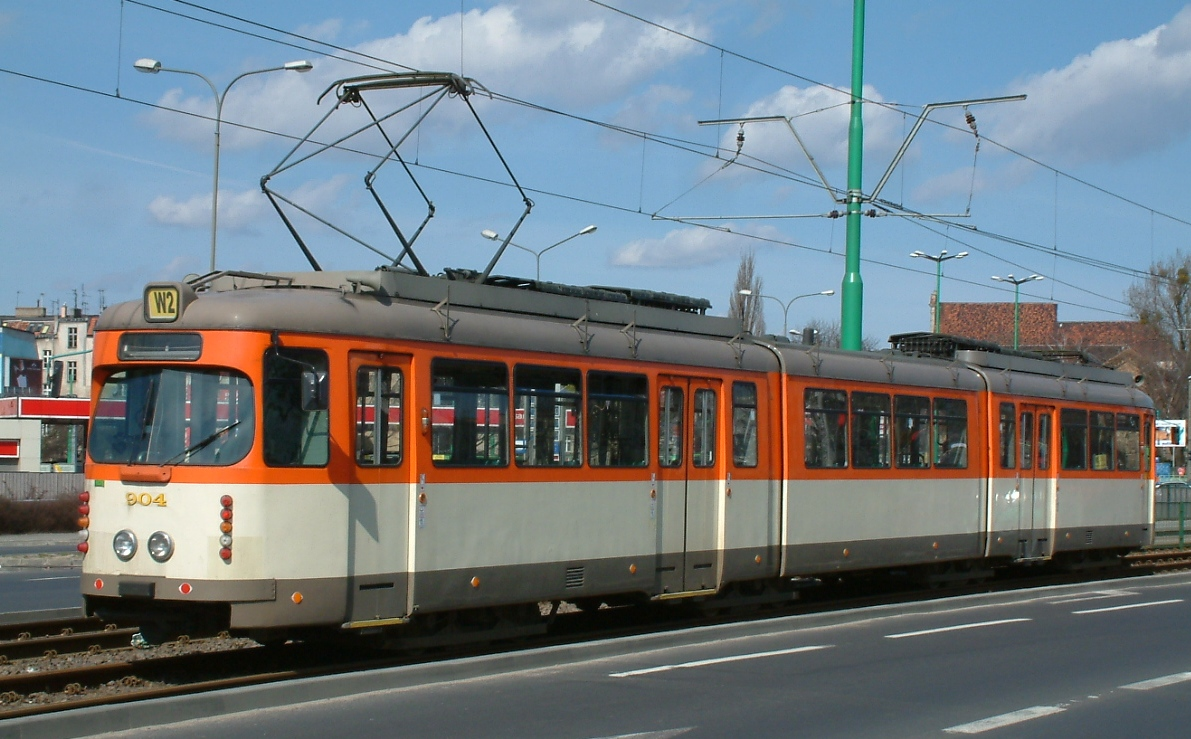
GT8ZR в Познани, Польша

Двусторонняя модификация GT8 производимая в 1969 году. Всего заводом было произведено шесть таких вагонов, предназначавшихся для работы на линии Оффенбах во Франкфурте, которая не имела разворотного кольца. Внешне трамвай отличается от обычного GT8 наличием второй кабины, дополнительным пантографом, наличием четырёх дверей с каждой стороны и другим дизайном фар.

### GT8-60C Waggon Union
В данной версии модификации был применён электромеханический модулятор, также модернизации был подвержен и салон: старые деревянные сидения были замены на более современные, а форточки на откидные. Модернизация проводилась в городе Карлсруэ в 1999 году. Всего было модернизировано три вагона, по состоянию на 2009 год в рабочем состоянии сохранились только два.

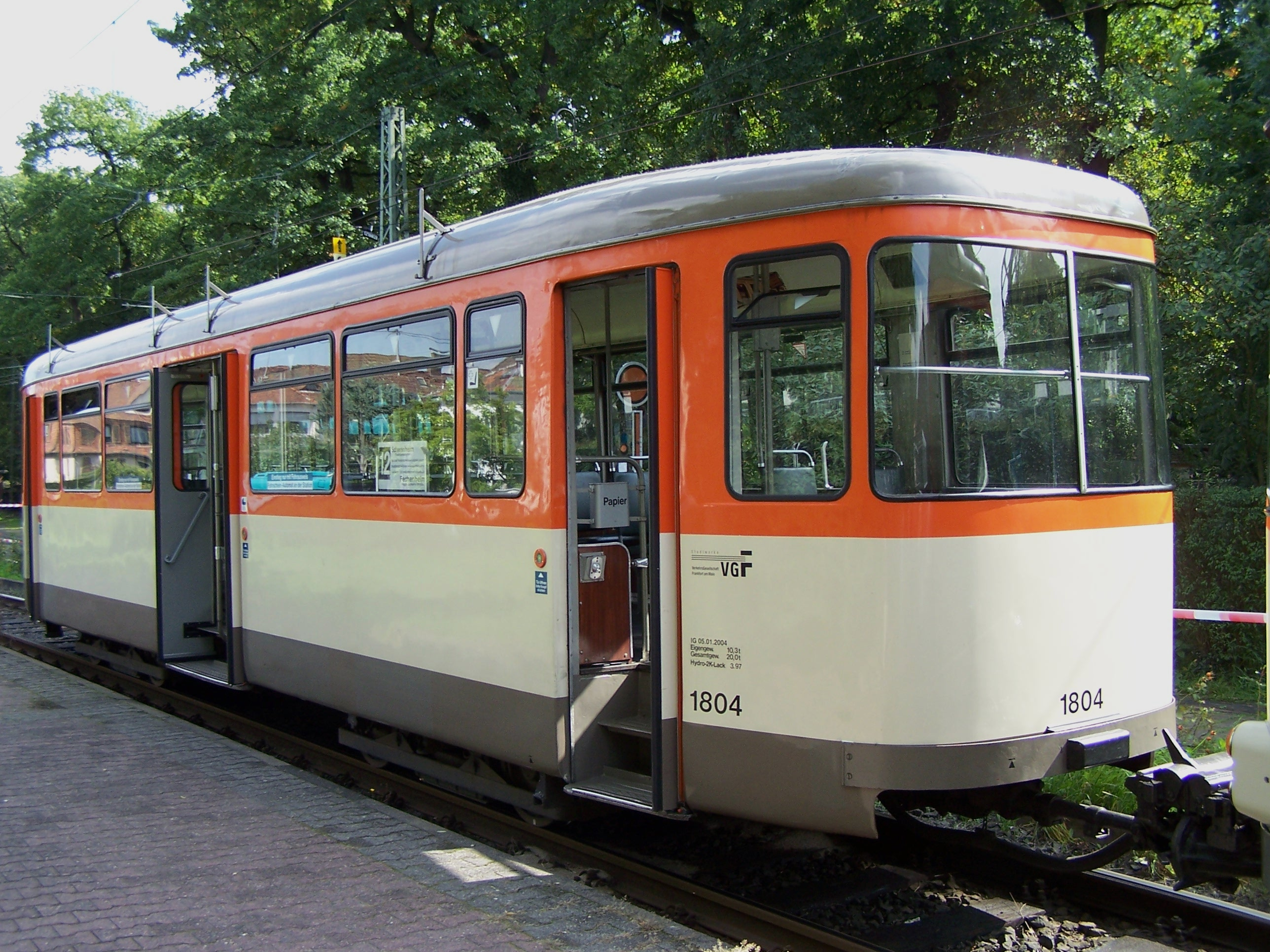
MAN B4

### GT8+B4
GT8+B4 это стандартный вагон GT8 с прицепленным сзади безмоторным вагоном MAN B4. Вагоны B4 имеют три двери, 31 посадочное место и до 110 стоячих. До ноября 2009 года такие системы эксплуатировались в польском Кракове, а сейчас в основном остались в немецком Дюссельдорфе.

## Места работы

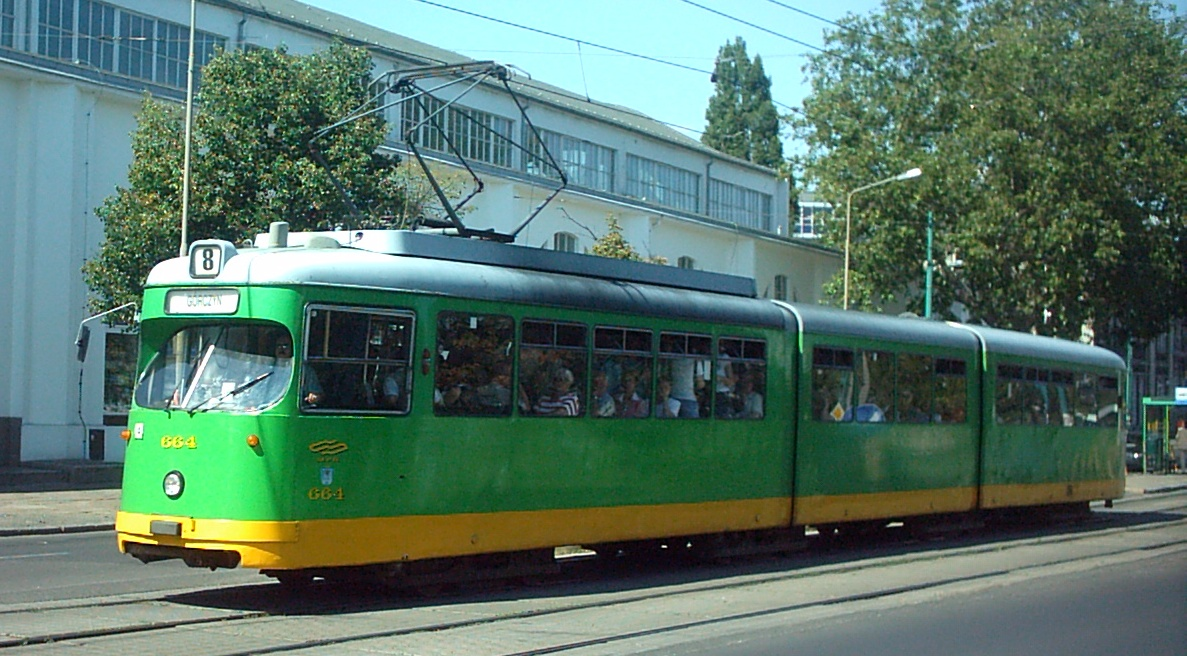
GT8 в г. Познань

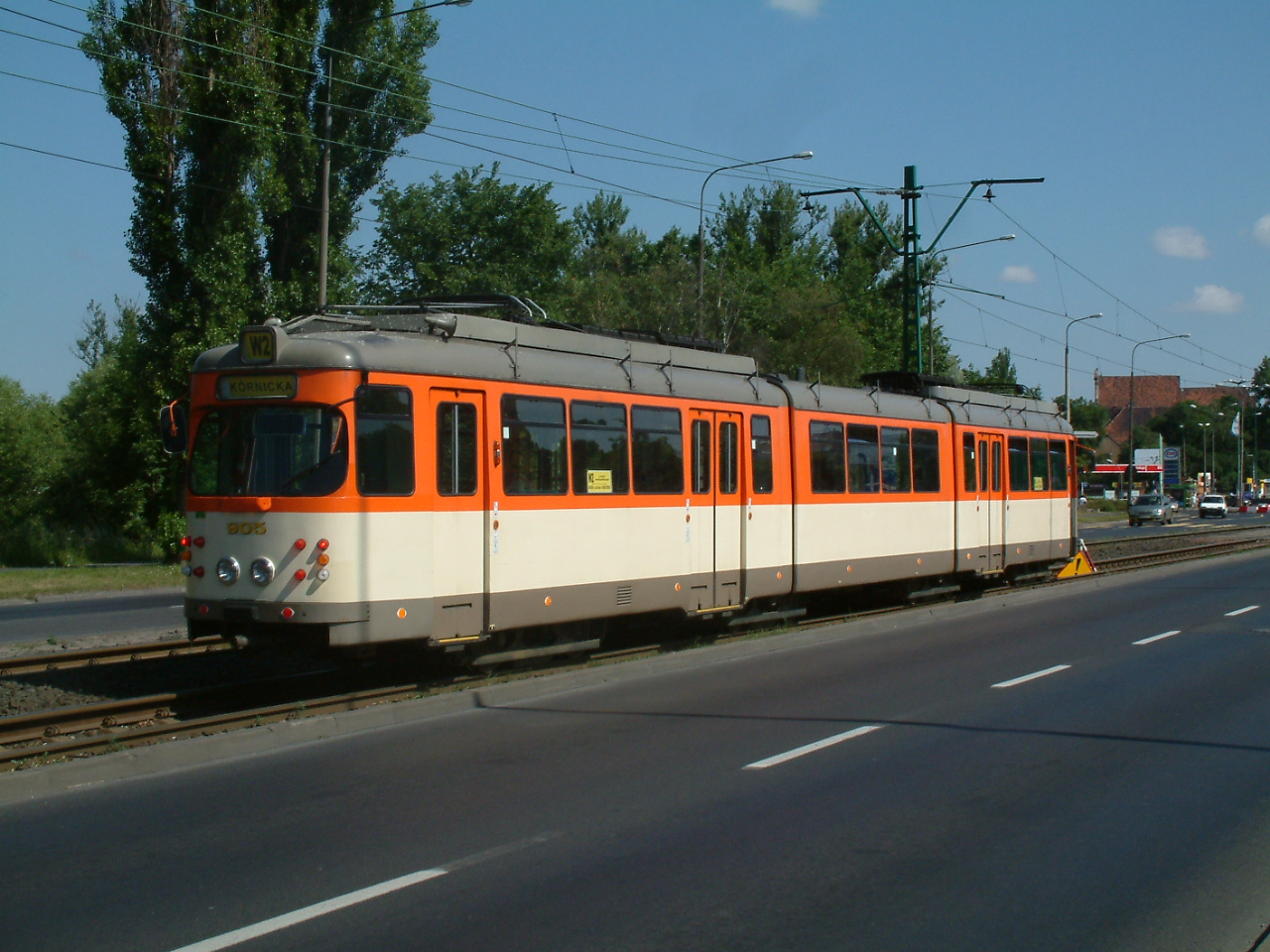
GT8ZR в г. Познань

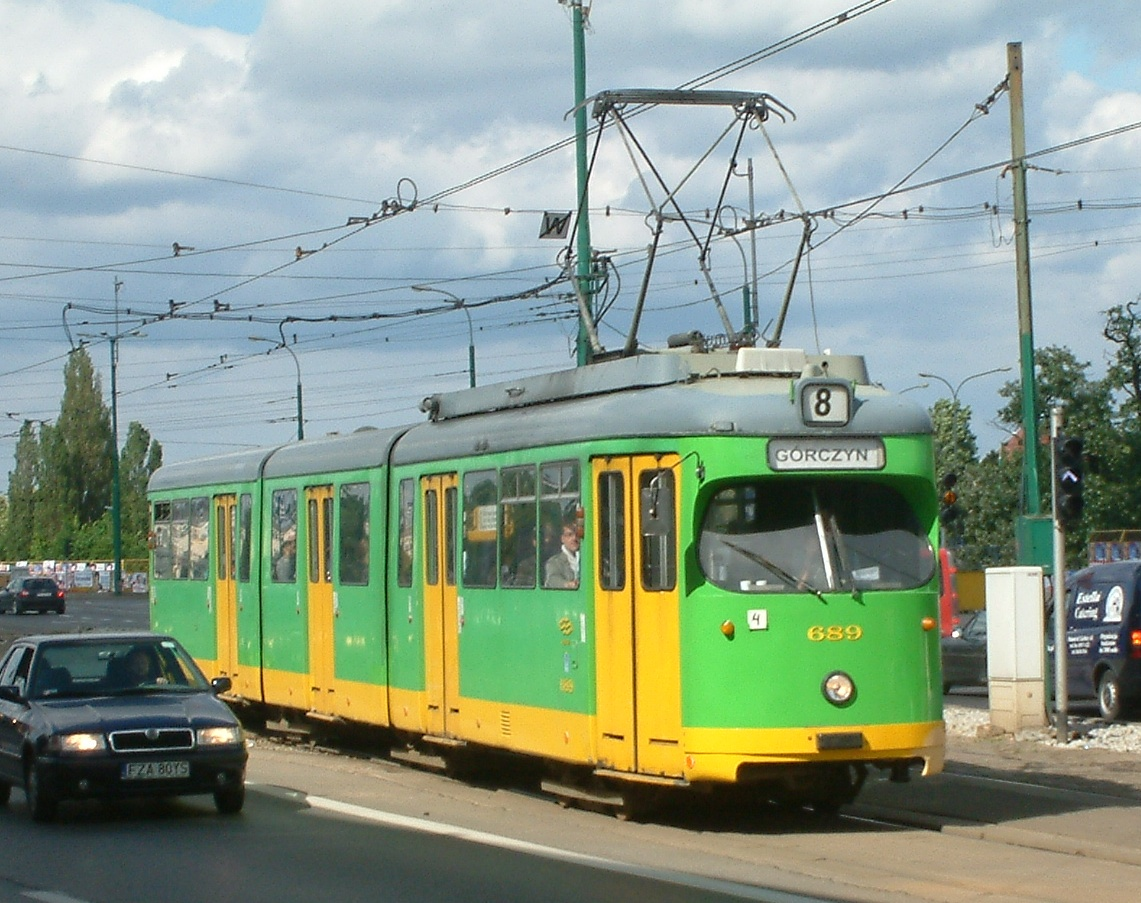
GT8 в г. Познань

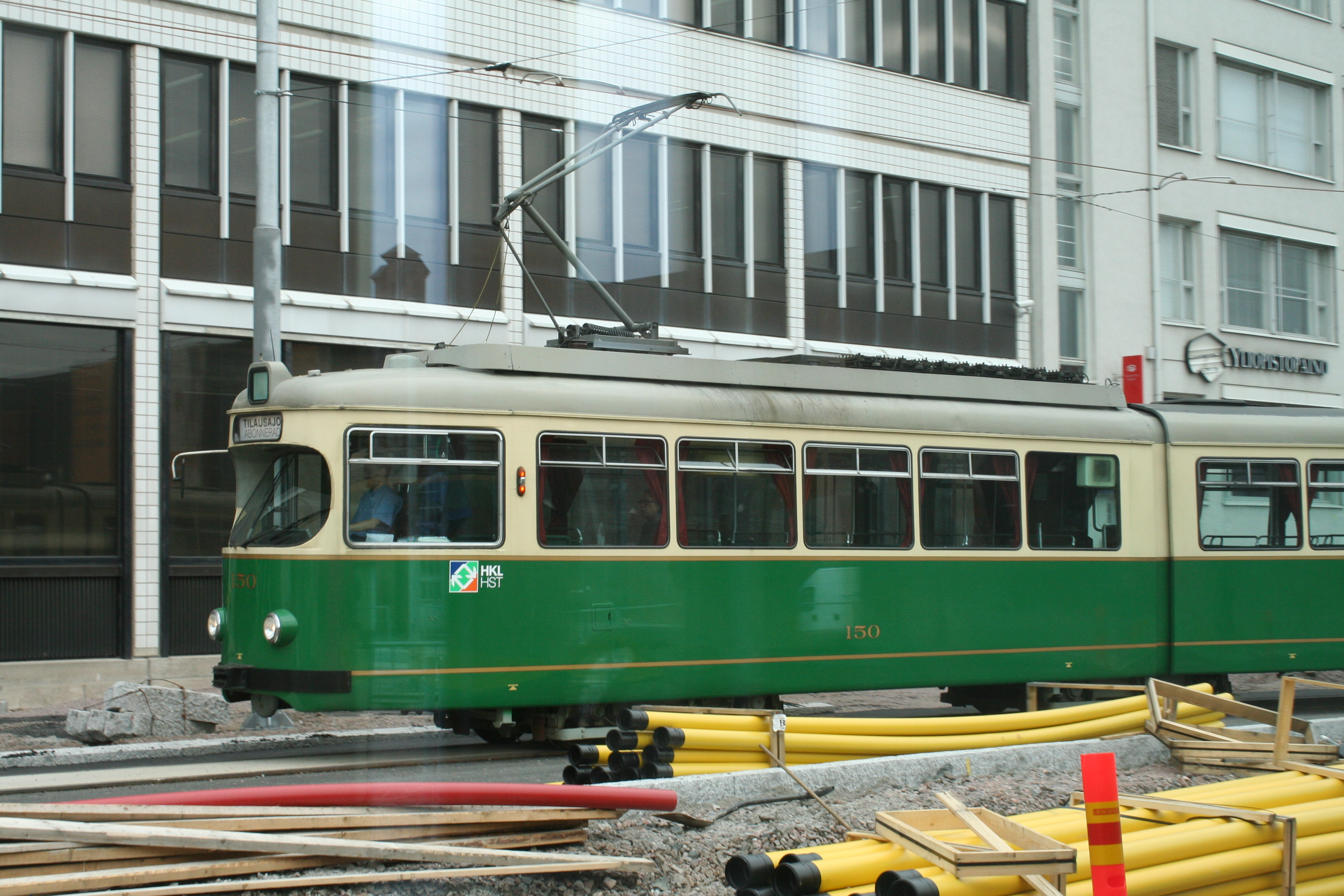
GT8 в г. Хельсинки

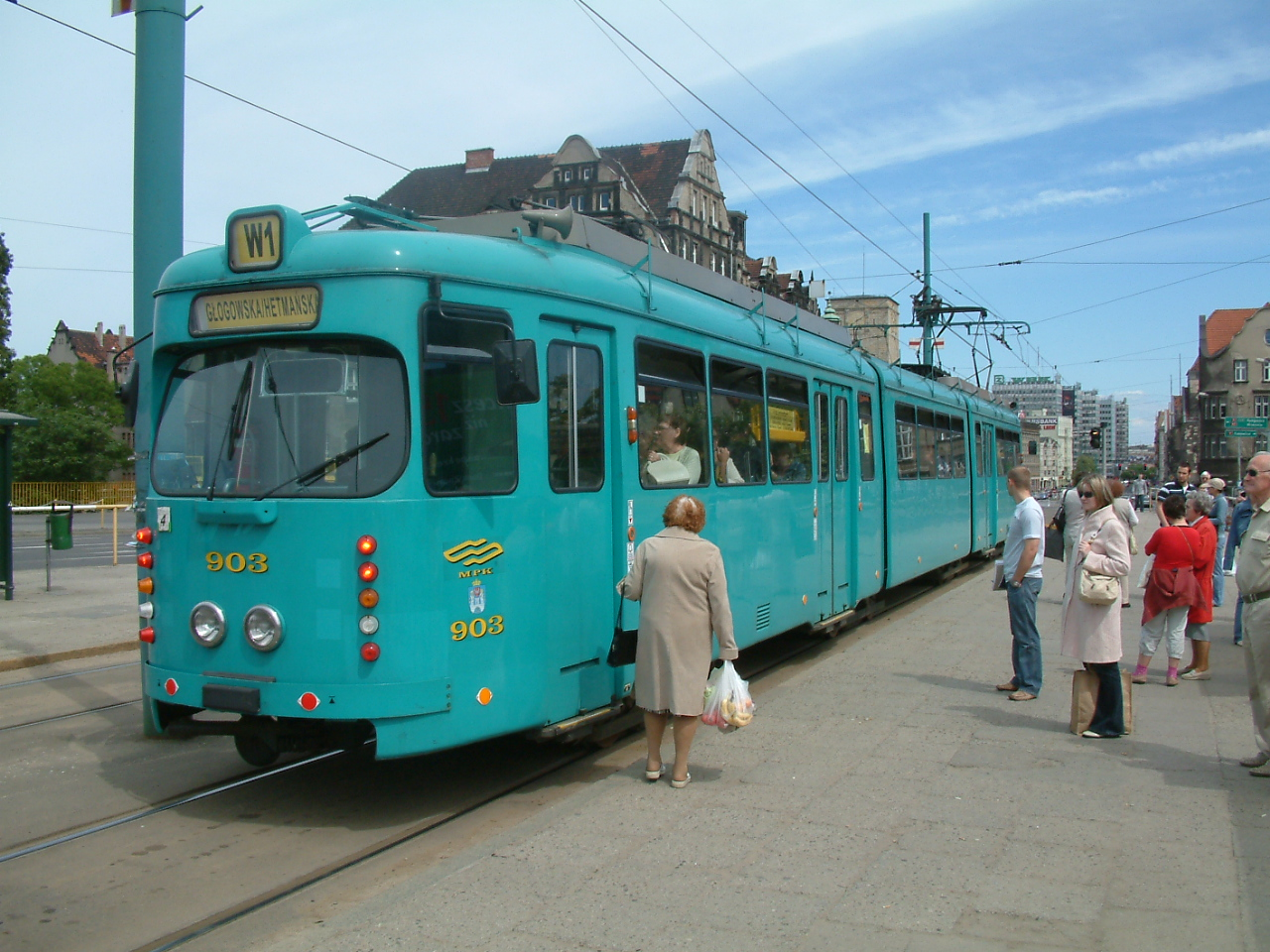
GT8ZR в г. Познань

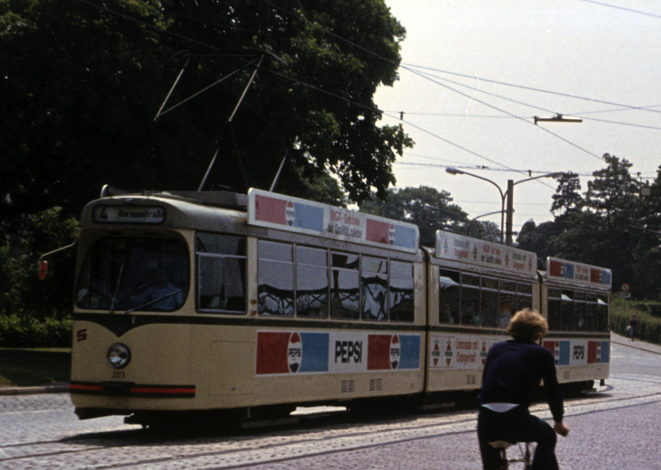
GT8 в г. Фрайбург, в 1979 году

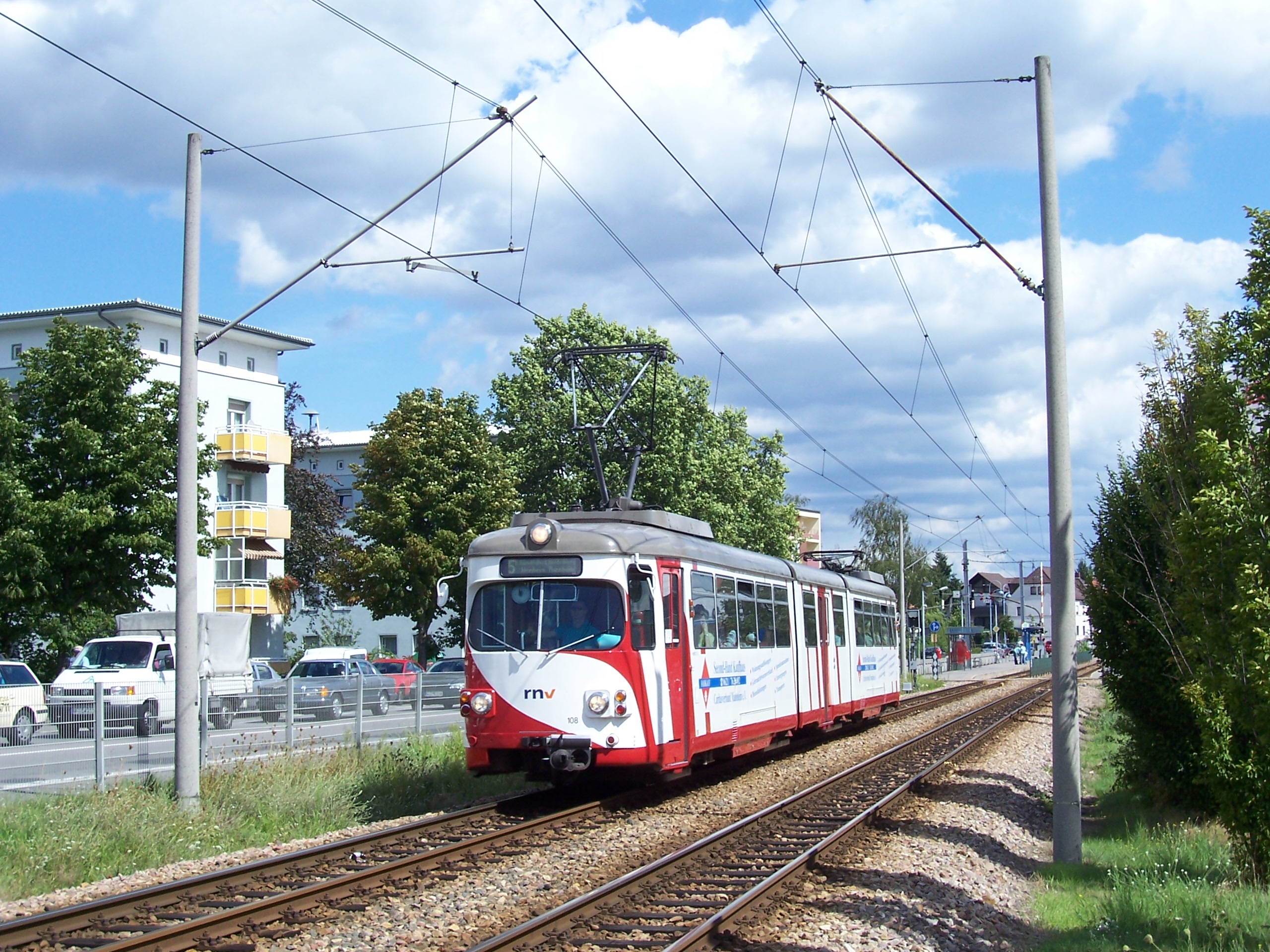
GT8 на линиях интерурбана OEG

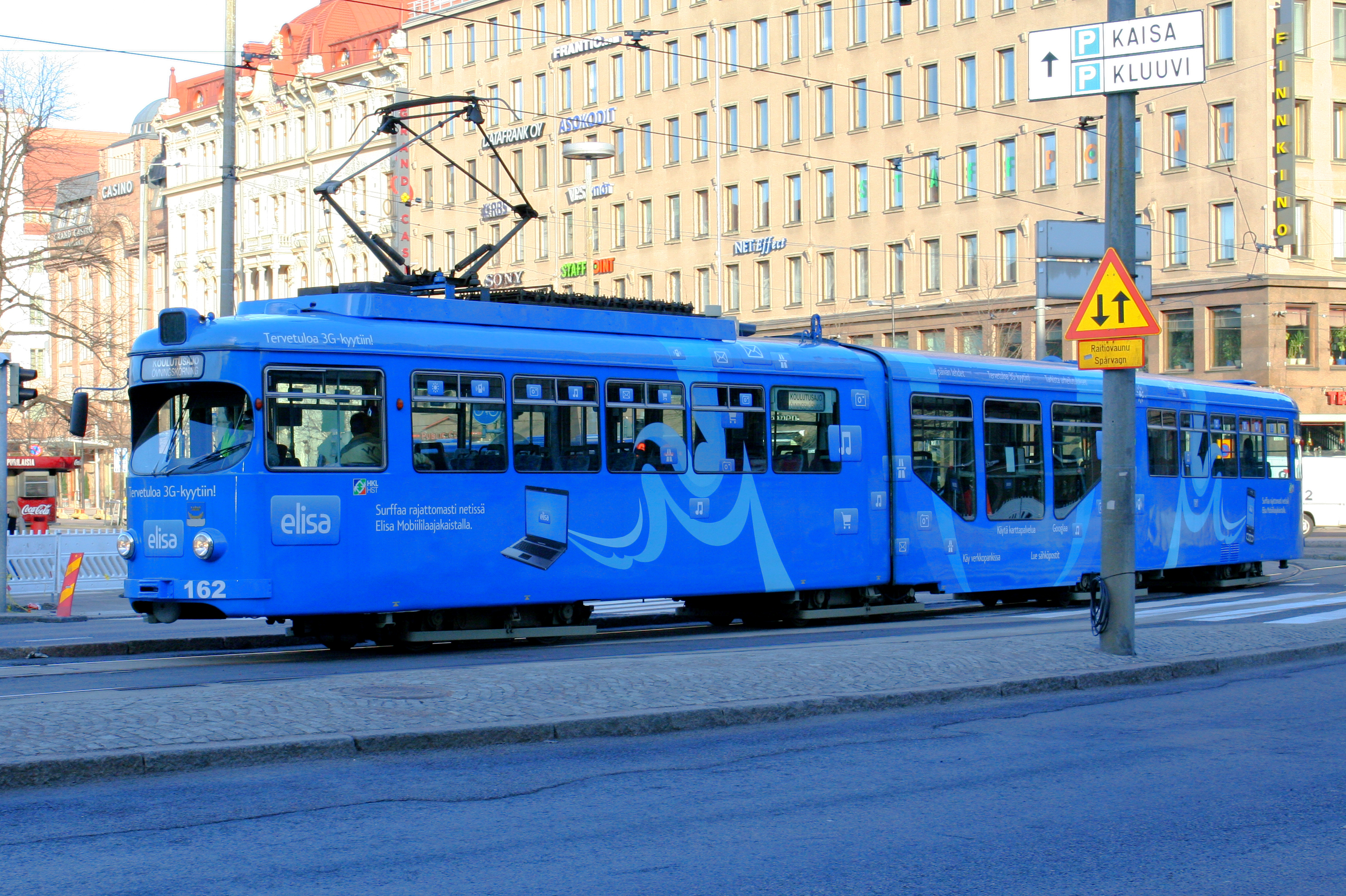
GT8N в г. Хельсинки

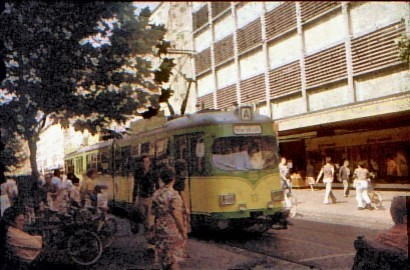
GT8 в г. Карлсруэ, в 1978 году

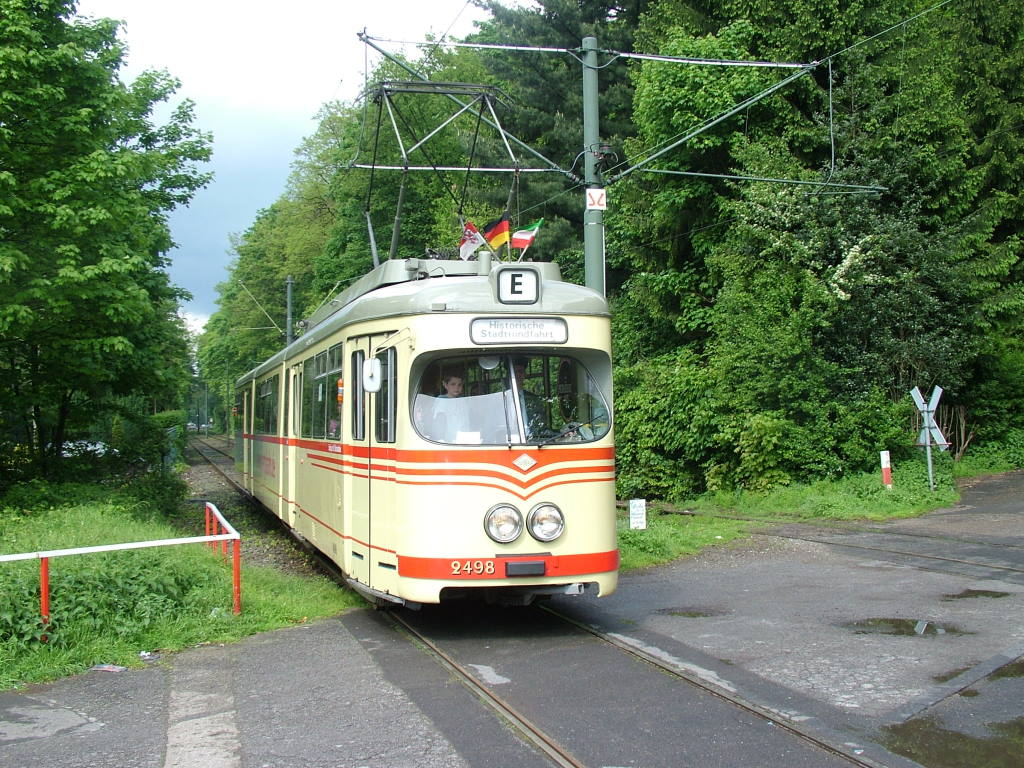
GT8

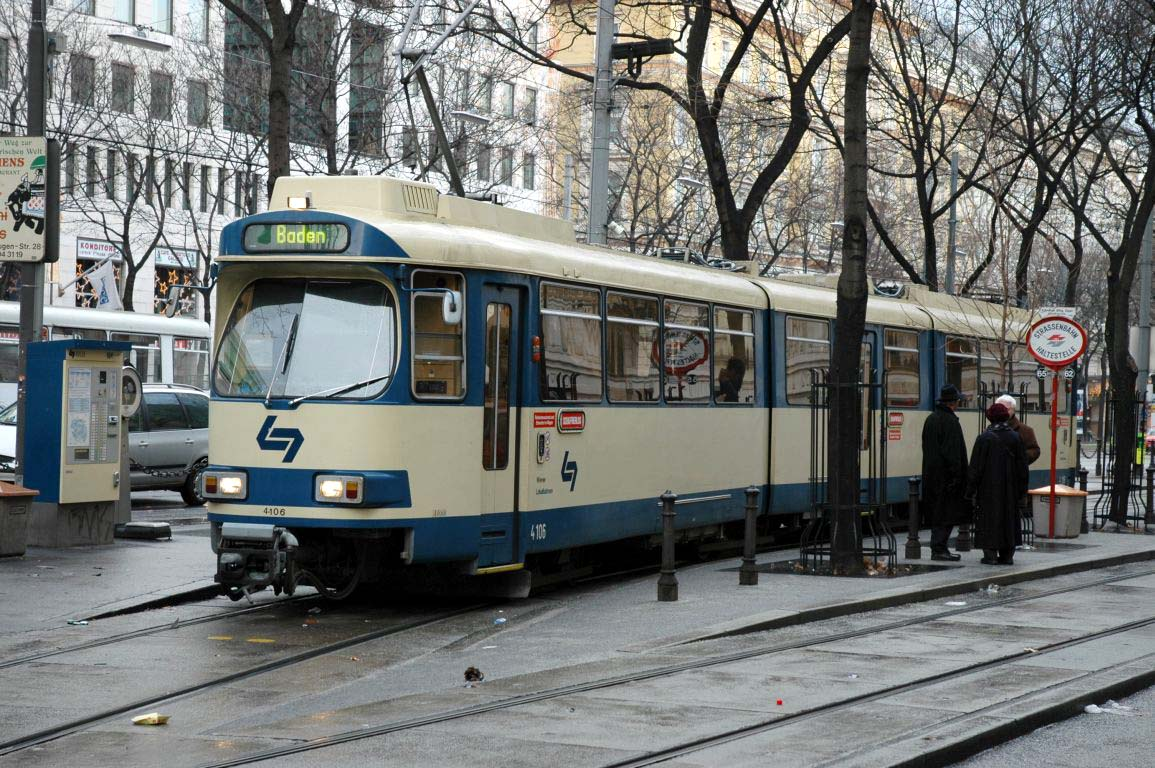
GT8 на линиях WLB (Вена)

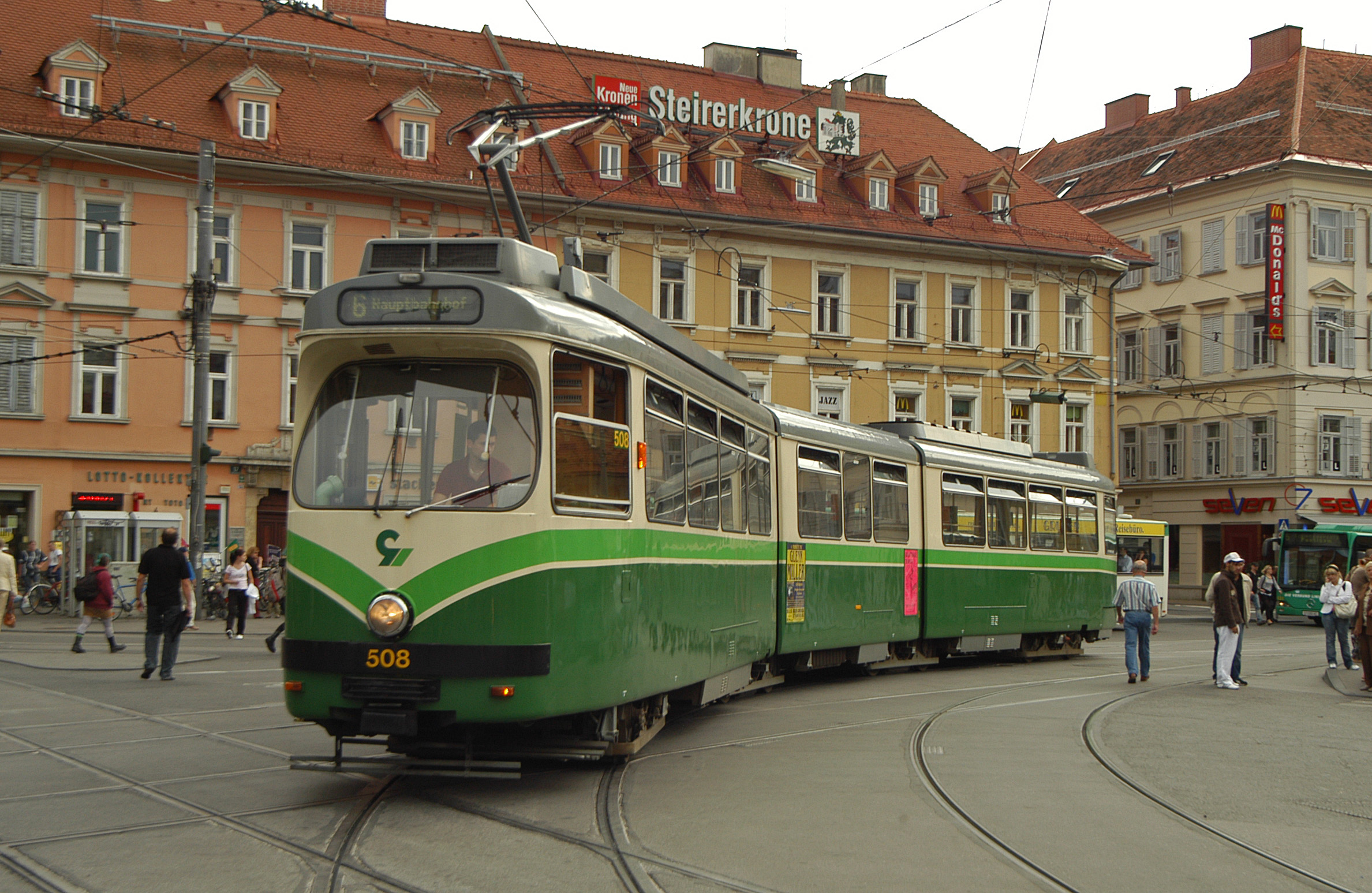
GT8 «Typ Freiburg» в г. Грац

Список мест эксплуатации данных вагонов, а также данные о количестве вагонов и годах их эксплуатации могут быть неточными.
| Эксплуатируемые                   | Эксплуатируемые                                                  | Эксплуатируемые                                                  | Эксплуатируемые                                                  | Эксплуатируемые                                                  |
| Город                             | Года эксплуатации                                                | Модификации                                                      | Маршруты                                                         | Количество                                                       |
| --------------------------------- | ---------------------------------------------------------------- | ---------------------------------------------------------------- | ---------------------------------------------------------------- | ---------------------------------------------------------------- |
| Арад                              | 1998-н.в.                                                        |                                                                  |                                                                  | 26                                                               |
| Аугсбург                          | 1976-н.в.                                                        | МАN/Duewag GT8 801-812                                           | 1, 2, 3, 6                                                       | 11                                                               |
| Брэила                            | 2005-н.в.                                                        |                                                                  |                                                                  | 10                                                               |
| Вюрцбург                          | 1982-н.в.                                                        |                                                                  |                                                                  | 8                                                                |
| Дессау                            | 1992-н.в.                                                        |                                                                  |                                                                  | 4                                                                |
| Дуйсбург                          | 1966-н.в.                                                        |                                                                  |                                                                  | 2                                                                |
| Дюссельдорф                       | 1965-н.в.                                                        | GT8, GT8S, GT8SU                                                 | 701, 704, 707, 711, 712, 713, 716, U75                           | 84                                                               |
| Инсбрук                           | 1980-н.в.                                                        |                                                                  |                                                                  | 5                                                                |
| Карлсруэ                          | 1968-н.в.                                                        | GT8, GT8N, Waggon Union GT8-60C                                  | 5, 16, 17                                                        | 24                                                               |
| Конья                             | 1988-н.в.                                                        | GT-8                                                             |                                                                  | 60                                                               |
| Краков                            | 2009-н.в.                                                        | GT8S                                                             |                                                                  | 4                                                                |
| Крефельд                          | 1964-н.в.                                                        | GT8                                                              | 41, 44                                                           | 20                                                               |
| Лодзь                             | 2007-н.в.                                                        | GT8, GT8N, GT8 Freiburg                                          | 6,7,8,0                                                          | 17                                                               |
| Мангейм                           | 1961-н.в.                                                        | GT8N, OEG                                                        | 2, 6А, 7, 8, 9                                                   | 10                                                               |
| Машад                             | 1996-н.в.                                                        | GT8                                                              |                                                                  |                                                                  |
| Норрчёпинг                        | 1997-н.в.                                                        |                                                                  |                                                                  | 14                                                               |
| Познань                           | 1997-н.в.                                                        | GT8, GT8N, GT8ZR                                                 | 2, 7, 8, 9, 11, 18, 201                                          | 39                                                               |
| Решица                            | 1998-н.в.                                                        |                                                                  |                                                                  | 28                                                               |
| София                             | 1995-н.в.                                                        | GT8Z                                                             | 20,22,23                                                         | 13                                                               |
| Тимишоара                         | 1995-н.в.                                                        | GT8                                                              | 3, 7                                                             | 10                                                               |
| Фрайбург                          | 1981-н.в.                                                        | GT8K, GT8N, GT8Z                                                 | 1, 3, 5                                                          | 46                                                               |
| Хельсинки                         | 2004-н.в.                                                        | GT8, GT8N                                                        |                                                                  | 6                                                                |
| Интерурбан OEG                    | 1973-н.в.                                                        | OEG                                                              | 5                                                                |                                                                  |
| Списанные                         |                                                                  |                                                                  |                                                                  |                                                                  |
| Город                             | Года эксплуатации                                                | Модификации                                                      | Маршруты                                                         | Количество                                                       |
| Билефельд                         | 1960-1994                                                        |                                                                  |                                                                  | 3                                                                |
| Бонн                              | 1960-1995                                                        | GT8                                                              |                                                                  | 1                                                                |
| Дессау                            | 1992-н.в.                                                        |                                                                  |                                                                  | 6                                                                |
| Дортмунд                          | 1959-2002                                                        |                                                                  |                                                                  | 49                                                               |
| Дуйсбург                          | 1966-н.в.                                                        |                                                                  |                                                                  | 1                                                                |
| Дюссельдорф                       | 1965-н.в.                                                        | GT8, GT8S, GT8SU                                                 |                                                                  | 20                                                               |
| Инсбрук                           | 1980-н.в.                                                        |                                                                  |                                                                  | 1                                                                |
| Карлсруэ                          | 1968-н.в.                                                        |                                                                  |                                                                  | 27                                                               |
| Кёльн                             | 1968-2006                                                        |                                                                  |                                                                  | 136                                                              |
| Крефельд                          | 1976-н.в.                                                        |                                                                  |                                                                  | 8                                                                |
| Мангейм                           | 1968-н.в.                                                        | GT8N                                                             |                                                                  | 1                                                                |
| Минск                             | 2002-ноябрь 2009                                                 | DWM GT8M                                                         | 1, 3, 4, 5, 6                                                    | 9                                                                |
| Тимишоара                         | 1995-н.в.                                                        |                                                                  |                                                                  | 1                                                                |
| Хайдельберг                       | 1975-2009                                                        | GT8, GT8N                                                        | 21                                                               | ~12                                                              |
| Музейные                          |                                                                  |                                                                  |                                                                  |                                                                  |
| Город                             | Года эксплуатации                                                | Модификация                                                      | Модификация                                                      | Количество                                                       |
| Skjoldenæsholm                    | не эксплуатировался                                              |                                                                  |                                                                  | 1                                                                |
| Бонн                              | 19??-????                                                        | GT8Z                                                             | GT8Z                                                             | 1                                                                |
| Минск                             | 2002-2009                                                        | DWM GT8M                                                         | DWM GT8M                                                         | 1                                                                |
| Служебные                         |                                                                  |                                                                  |                                                                  |                                                                  |
| Город                             | Года эксплуатации служебными                                     | Модификации                                                      | Модификации                                                      | Количество                                                       |
| Билефельд                         | 1989-н.в.                                                        |                                                                  |                                                                  | 1                                                                |
| Дессау                            | 2004-н.в.                                                        |                                                                  |                                                                  | 1                                                                |
| Дуйсбург                          | 1993-н.в.                                                        |                                                                  |                                                                  | 1                                                                |
| Карлсруэ                          | 2004-н.в.                                                        |                                                                  |                                                                  | 2                                                                |
| Кёльн                             | 1968-н.в.                                                        |                                                                  |                                                                  | 3                                                                |
| Познань                           | 1997-н.в.                                                        |                                                                  |                                                                  | 4                                                                |
| Ульм                              | 2008-н.в.                                                        |                                                                  |                                                                  | 1                                                                |
| Переданные                        |                                                                  |                                                                  |                                                                  |                                                                  |
| Город                             | Новый город                                                      | Год первого перевода                                             | Год первого перевода                                             | Количество                                                       |
| Билефельд                         | Вюрцбург                                                         | 1983                                                             | 1983                                                             | 2                                                                |
| Билефельд                         | Инсбрук                                                          | 1980                                                             | 1980                                                             | 9                                                                |
| Бонн                              | София                                                            | 1995                                                             | 1995                                                             | 13                                                               |
| Дессау                            | Норрчёпинг                                                       | 1997                                                             | 1997                                                             | 3                                                                |
| Дуйсбург                          | Дессау                                                           | 1992                                                             | 1992                                                             | 14                                                               |
| Дуйсбург                          | Норрчёпинг                                                       | 1995                                                             | 1995                                                             | 10                                                               |
| Дуйсбург                          | Эссен                                                            | 1992                                                             | 1992                                                             | 5                                                                |
| Дуйсбург                          | Мулхайм                                                          | ????                                                             | ????                                                             | 1                                                                |
| Дортмунд                          | Решица                                                           | 1996                                                             | 1996                                                             | 21                                                               |
| Дортмунд                          | Карлсруэ                                                         | 1981                                                             | 1981                                                             | 10                                                               |
| Дортмунд                          | Вупперталь                                                       | 1982                                                             | 1982                                                             | 9                                                                |
| Дортмунд                          | Хиросима                                                         | 1981                                                             | 1981                                                             | 2                                                                |
| Дортмунд                          | Шверте                                                           | 1995                                                             | 1995                                                             | 1                                                                |
| Дюссельдорф                       | Познань                                                          | 1997                                                             | 1997                                                             | 27                                                               |
| Дюссельдорф                       | Краков                                                           | 2009                                                             | 2009                                                             | 4                                                                |
| Инсбрук                           | Лодзь                                                            | 2009                                                             | 2009                                                             | 5                                                                |
| Инсбрук                           | Билефельд                                                        | 2008                                                             | 2008                                                             | 1                                                                |
| Карлсруэ                          | Минск                                                            | 2002                                                             | 2002                                                             | 10                                                               |
| Карлсруэ                          | Тимишоара                                                        | 1995                                                             | 1995                                                             | 11                                                               |
| Карлсруэ                          | Вупперталь                                                       | 1985                                                             | 1985                                                             | 1                                                                |
| Карлсруэ                          | Alstom                                                           | 1999                                                             | 1999                                                             | 1                                                                |
| Кёльн                             | Конья                                                            | 1988                                                             | 1988                                                             | 61                                                               |
| Людвигсхафен                      | Лодзь                                                            | 2008                                                             | 2008                                                             | 2                                                                |
| Людвигсхафен                      | Хельсинки                                                        | 2004                                                             | 2004                                                             | 1                                                                |
| Мангейм                           | Хельсинки                                                        | 2007                                                             | 2007                                                             | 6                                                                |
| Мангейм                           | Лодзь                                                            | 2007                                                             | 2007                                                             | 6                                                                |
| Мулхайм                           | Арад                                                             | 2000                                                             | 2000                                                             | 1                                                                |
| Норрчёпинг                        | Skjoldenæsholm                                                   | 1997                                                             | 1997                                                             | 1                                                                |
| Роттердам                         | Брэила                                                           | 2005                                                             | 2005                                                             | 10                                                               |
| Фрайбург                          | Лодзь                                                            | 2006                                                             | 2006                                                             | 4                                                                |
| Фрайбург                          | Ульм                                                             | 2008                                                             | 2008                                                             | 1                                                                |
| Эссен                             | Арад                                                             | 1998                                                             | 1998                                                             | 19                                                               |
| Данные об эксплуатации неизвестны |                                                                  |                                                                  |                                                                  |                                                                  |
| Город                             | Примечание                                                       | Примечание                                                       | Примечание                                                       | Примечание                                                       |
| Alstom                            |                                                                  |                                                                  |                                                                  |                                                                  |
| Бохум                             |                                                                  |                                                                  |                                                                  |                                                                  |
| Вупперталь                        | Было/Есть как минимум 6 вагонов                                  | Было/Есть как минимум 6 вагонов                                  | Было/Есть как минимум 6 вагонов                                  | Было/Есть как минимум 6 вагонов                                  |
| Грац                              | Было/Есть как минимум 10 вагонов                                 | Было/Есть как минимум 10 вагонов                                 | Было/Есть как минимум 10 вагонов                                 | Было/Есть как минимум 10 вагонов                                 |
| Линц                              | Было/Есть как минимум 20 вагонов                                 | Было/Есть как минимум 20 вагонов                                 | Было/Есть как минимум 20 вагонов                                 | Было/Есть как минимум 20 вагонов                                 |
| Людвигсхафен                      | Было/Есть как минимум 7 вагонов                                  | Было/Есть как минимум 7 вагонов                                  | Было/Есть как минимум 7 вагонов                                  | Было/Есть как минимум 7 вагонов                                  |
| Мулхайм                           |                                                                  |                                                                  |                                                                  |                                                                  |
| Озоркув                           |                                                                  |                                                                  |                                                                  |                                                                  |
| Роттердам                         |                                                                  |                                                                  |                                                                  |                                                                  |
| Франкфурт-на-Майне                |                                                                  |                                                                  |                                                                  |                                                                  |
| Хиросима                          | Было/Есть как минимум 2 вагона                                   | Было/Есть как минимум 2 вагона                                   | Было/Есть как минимум 2 вагона                                   | Было/Есть как минимум 2 вагона                                   |
| Шверте                            |                                                                  |                                                                  |                                                                  |                                                                  |
| Эссен                             | Было/Есть как минимум 6 вагонов                                  | Было/Есть как минимум 6 вагонов                                  | Было/Есть как минимум 6 вагонов                                  | Было/Есть как минимум 6 вагонов                                  |
| WLB                               | Было/Есть как минимум 26 вагонов, в том числе сцепки из двух GT8 | Было/Есть как минимум 26 вагонов, в том числе сцепки из двух GT8 | Было/Есть как минимум 26 вагонов, в том числе сцепки из двух GT8 | Было/Есть как минимум 26 вагонов, в том числе сцепки из двух GT8 |

## Прозвища
- Германия: жёлтый вагон (нем. gelber Wagen)
- Польша: большой Хельмут (пол. duży Helmut); лягушка (пол. żaba)
- Беларусь: немец, удав